# 八木橋孝男
八木橋 孝男（やぎはし たかお、1948年（昭和23年）6月18日 - ）は、日本の実業家。三菱地所リアルエステートサービス代表取締役社長を経て、藤和不動産代表取締役社長として、三菱地所レジデンス設立にあたり、同社初代代表取締役社長を務めた。東京交通会館代表取締役社長等も歴任。

## 人物・経歴
岩手県盛岡市出身。1973年東北大学経済学部卒業、三菱地所入社。1995年三菱地所住宅販売取締役法人営業部長。2000年三菱地所住宅販売専務取締役。2003年三菱地所執行役員住宅開発事業本部パートナー事業部長。2005年三菱地所常務執行役員不動産サービス部門担当兼三菱地所住宅販売代表取締役社長。2008年三菱地所専務執行役員兼三菱地所リアルエステートサービス代表取締役社長。
2009年に三菱地所の完全子会社した藤和不動産の代表取締役社長に就任し、2011年には三菱地所及び三菱地所リアルエステートサービス、藤和不動産の住宅分譲事業を統合して三菱地所レジデンスに改組し、大京を抜きマンション業界首位となった同社の代表取締役社長として、「ザ・パークハウス」にブランドを統合された3000万円から6000万円台のマンションを中心とした分譲を進めた。東京交通会館代表取締役社長や、有楽町駅周辺まちづくり協議会代表理事等も務めた。